# 法界院駅
法界院駅（ほうかいいんえき）は、岡山県岡山市北区学南町三丁目にある、西日本旅客鉄道（JR西日本）津山線の駅である。

## 概要
駅名は付近にある真言宗の寺院法界院に因む。法界院は津山線の車窓からも見ることができるが、当駅からは直線距離で約1.2km離れている。
木が植えられ、広く作られているのが印象的なプラットホームはかつて日本陸軍の歩兵連隊が現在の岡山大学の敷地にあり、引込み線により兵員や物資の輸送が当駅で行われていた名残である。駅舎も広めに作られていたが近年改装され、一部減築された。
2009年（平成21年）3月13日までは、快速停車駅では唯一、急行「つやま」が停車しない駅となっていたが、翌14日の改正で当該列車が廃止されたため、現在は他の快速停車駅同様にすべての営業列車が停車する。

## 歴史
- 1903年（明治36年）4月18日：中国鉄道本線の岡山市駅（現存せず） - 玉柏駅間（現在の法界院駅から約900m津山寄りの場所）に、法界院仮停車場（旧）開業[1]。
- 1908年（明治41年）
  - 6月20日：法界院仮停車場（旧）廃止[1]。現在の場所に法界院簡易停車場開業[1]。
  - 9月2日：法界院簡易停車場が駅に格上げされ、法界院駅として開業[1]。
- 1921年（大正10年）3月1日：御野村の一部が岡山市に編入され、所在地表示が岡山県岡山市北方になる。
- 1944年（昭和19年）6月1日：中国鉄道の鉄道部門が国有化されたため、国有鉄道津山線の駅になる[1]。
- 1962年（昭和37年）3月1日：貨物の取り扱いを廃止[1]。
- 1965年（昭和40年）：住居表示の実施に伴う町名変更により、所在地表示が岡山県岡山市学南町三丁目になる[2]。
- 1971年（昭和46年）11月15日：（新聞紙を除き）荷物扱い廃止[1]。
- 1987年（昭和62年）4月1日：国鉄分割民営化により西日本旅客鉄道に承継[1]。
- 2007年（平成19年）
  - 7月19日：ICOCA対応の簡易型自動改札機設置。
  - 9月1日：ICカード「ICOCA」の利用が可能となる。
- 2009年（平成21年）4月1日：岡山市が政令指定都市に移行し、所在地表示が岡山市北区学南町三丁目になる。
- 2021年（令和3年）
  - 5月31日：この日をもってみどりの窓口が営業を終了[3][4]。無人化に伴い、駅スタンプの設置を終了。
  - 6月1日：この日より終日無人駅となる[5]。

## 駅構造

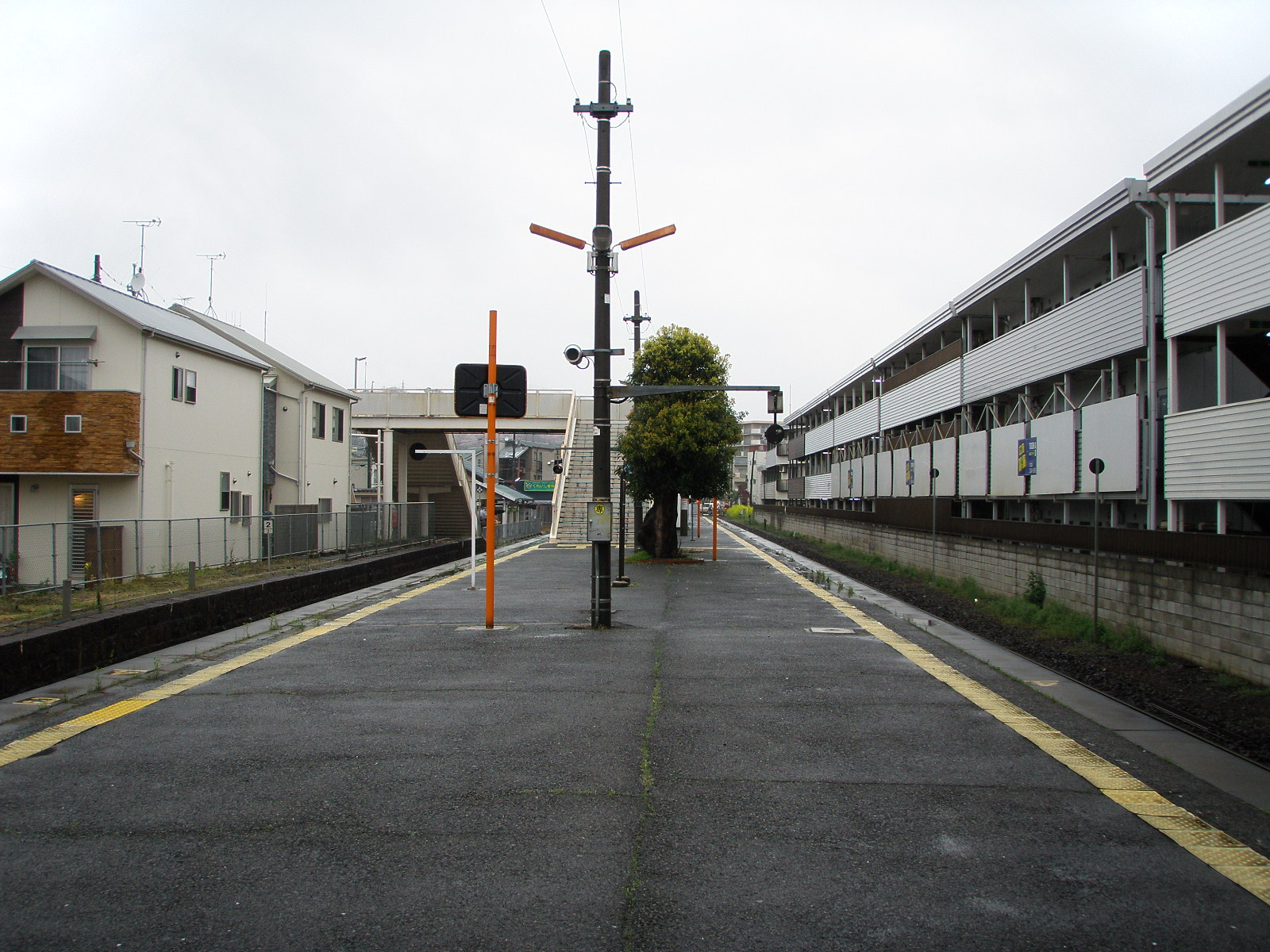
ホーム（2008年4月）

島式ホーム1面2線を持ち、列車交換が可能な地上駅。駅舎との間は屋根のない跨線橋で繋がっている。1番線を上下副本線、2番線を上下本線とした一線スルー型配線になっている。
平日・土曜日の朝に岡山駅 - 当駅間の区間列車が1往復設定されていたが、当該列車は2021年10月のダイヤ改正で廃止された。かつては吉備線総社駅より直通運転をする列車も設定されていたが、2013年（平成25年）3月16日のダイヤ改正ですべて廃止された。
簡易自動改札機が設置されている無人駅である。かつては業務委託駅で、みどりの窓口設置駅だった。ICOCAや相互利用対象ICカードも利用可能なのは津山線では当駅と津山駅のみである。

### のりば
| のりば | 路線   | 方向 | 行先           |
| ------ | ------ | ---- | -------------- |
| 1・2   | 津山線 | 上り | 福渡・津山方面 |
| 1・2   | 津山線 | 下り | 岡山行き       |

## 利用状況
1日の平均乗車人員は以下の通りである。
| 年度 | 1日平均人数 |
| ---- | ----------- |
| 1999 | 1,894       |
| 2000 | 1,699       |
| 2001 | 1,614       |
| 2002 | 1,478       |
| 2003 | 1,336       |
| 2004 | 1,187       |
| 2005 | 1,123       |
| 2006 | 1,011       |
| 2007 | 957         |
| 2008 | 958         |
| 2009 | 963         |
| 2010 | 996         |
| 2011 | 1,042       |
| 2012 | 1,092       |
| 2013 | 1,089       |
| 2014 | 1,059       |
| 2015 | 1,140       |
| 2016 | 1,276       |
| 2017 | 1,317       |
| 2018 | 1,292       |
| 2019 | 1,307       |
| 2020 | 925         |
| 2021 | 1,001       |

近くに岡山大学・放送大学岡山学習センター・岡山理科大学・同専門学校・附属高校・中学校・岡山市立岡北中学校があるため、朝夕の通学利用が非常に多い。

## 駅周辺
密集した住宅地が広がる。
- 岡山北方郵便局
- 中国銀行法界院支店
- おかやま信用金庫 津島支店
- 岡山市立御野小学校
- 岡山西警察署北方交番
- 国際児童年記念公園 こどもの森[10]
- 岡山県総合グラウンド
  - 岡山県総合グラウンド陸上競技場、
  - 岡山県野球場
  - 桃太郎アリーナ
  - 津島遺跡
- 岡山大学津島キャンパス・放送大学岡山学習センター
- 岡山市立岡北中学校
- 岡山理科大学
  - 岡山理科大学附属中学校・高等学校
  - 岡山理科大学専門学校
- 心臓病センター榊原病院
- 岡山市半田山植物園
- 法界院 - 駅名の由来となった寺
- 岡山市水道局三野浄水場 - 岡山市水道記念館、岡山市市民ゴルフ場
- 陸上自衛隊・三軒屋駐屯地

## バス路線
駅から踏切を渡った交差点の先、岡山県道27号岡山吉井線沿いに「法界院駅前」バス停がある。
- 岡電バス
  - 017・067：岡山大学・妙善寺・津島南
  - 027・077：三野公園
  - 037・087：植物園前・理大東門
  - 001：岡山駅
- 宇野バス
  - 210：湯郷温泉・林野駅
  - 216・236：ネオポリス東6丁目（野間）
  - 219・229・239：ネオポリス西9丁目（桜が丘運動公園口）
  - 233：山陽団地
  - 210・216・219・229・233・236・239：表町バスセンター

## 隣の駅
西日本旅客鉄道（JR西日本）
 津山線
■快速「ことぶき」
金川駅 - （一部野々口駅） - 法界院駅 - 岡山駅
■普通（津山駅 - 福渡駅間で快速となる「ことぶき」下り1本含む）
備前原駅 - 法界院駅 - 岡山駅